# Хаймс, Захар Борисович
Захар Борисович Хаймс (1899, м. Литин, Литинский уезд, Подольская губерния, Российская империя — 24 апреля 1942, ГУЛАГ, Новоузенск, Саратовская область, РСФСР, СССР) — советский хозяйственный, государственный и партийный деятель.

## Биография
Родился в 1899 году в местечке Литин Литинского уезда Подольской губернии Российской империи (ныне посёлок городского типа в составе Литинской поселковой общины Винницкого района Винницкой области Украины). Член РКП(б) с мая 1917 года.
С 1918 года — на хозяйственной, общественной и политической работе. В 1918—1938 гг. — участник Гражданской войны, на партийной работе в Свердловской области, инструктор Сормовского районного комитета ВКП(б), ответственный секретарь Балахнинского уездного комитета ВКП(б), Дзержинского районного комитета ВКП(б), секретарь комитета ВКП(б) завода «Красное Сормово», заведующий Организационным отделом, Отделом руководящих партийных органов Нижегородского краевого комитета ВКП(б), и. о. 1-го секретаря Областного комитета ВКП(б) Хакасской автономной области.
Избирался депутатом Верховного Совета СССР 1-го созыва.
Был арестован в 1938 году, осужден на 8 лет лагерей, умер в лагере под Новоузенском в 1942 году.